# Dagiestanskaja
Dagiestanskaja (ros. Дагестанская) – stanica w Rosji, w Adygei, w rejonie majkopskim. W 2010 liczyła 530 mieszkańców.